# Gephyromantis tahotra
A Gephyromantis tahotra   a kétéltűek (Amphibia) osztályába és  a békák (Anura) rendjébe aranybékafélék (Mantellidae) családjába tartozó faj. 

## Előfordulása
Madagaszkár endemikus faja. A sziget északkeleti részén, a Marojejy Nemzeti Parkban, 1300–2000 m-es tengerszint feletti magasságban, érintetlen esőerdőkben honos.

## Természetvédelmi helyzete
A vörös lista a mérsékelten fenyegetett fajok között tartja nyilván. Egy védett területen, a Marojejy Nemzeti Parkban található meg. Fő veszélyt élőhelyének elvesztése jelenti számára a mezőgazdaság, a fakitermelés, a szénégetés, a legeltetés, az inváziv eukaliptuszfajok terjedése és a lakott települések terjeszkedése következtében. 